# Aérodrome de Leros
L'aéroport municipal de Leros (en grec moderne : Δημοτικός Αερολιμένας Λέρου, Dimotikós Aeroliménas Lérou, code IATA : LRS • code OACI : LGLE • Code aéroport grec : grec moderne : ΔΑΛΕ), est un aéroport desservant l'île de Leros en Grèce. Il est également connu comme l'aéroport public de Leros  ou l'aéroport de Leros. L'aéroport a commencé ses opérations en 1984. 

## Compagnies aériennes et destinations
| Compagnies      | Destinations                              |
| --------------- | ----------------------------------------- |
| Olympic Airways | Athènes E.-Venizélos                      |
| Sky Express     | Astypalée, Kalymnos, Kos, Rhodes-Diagoras |

Édité le 04/04/2020  Actualisé le 13/05/2023

## Situation
| \| 50 km1:6 137 000 \| Agrinion Aktion Alexandreia Alexandroúpoli Andravida Áraxos Astypalée Athènes · E. Venizélos Céphalonie La Canée Chios Corfou Héraklion Icarie Ioannina Kalamata Kalymnos Karpathos Kassos Kastellórizo Kastoria Kavala Cythère Kos Kotroni Kozani Larissa Lemnos Leros Milos Mykonos Mytilène Naxos Néa Anchíalos Paros Rhodes Maritsa Samos Santorin Sitía Skiathos Skyros Sparte Syros Tanagra Tatoi Thessalonique Tripoli Tympaki Zante Kastelli |
| 50 km1:6 137 000 |

## Statistiques
Pour des raisons techniques, il est temporairement impossible d'afficher le graphique qui aurait dû être présenté ici.

Voir la requête brute et les sources sur Wikidata.

## Voir également
- Transport en Grèce